# Tachardiaephagus tachardiae
Tachardiaephagus tachardiae är en stekelart som först beskrevs av Howard 1896.  Tachardiaephagus tachardiae ingår i släktet Tachardiaephagus och familjen sköldlussteklar. Inga underarter finns listade i Catalogue of Life.